# 寻找莹颖
《寻找莹颖》（英語：Finding Yingying）是2020年上映的美国纪录片，由施佳妍执导、制片，讲述美国伊利诺伊大学厄巴纳-香槟分校中国留学生章莹颖绑架谋杀案的故事。影片于2020年8月27日在米德尔伯里电影新人作品展全球首映，2020年12月11日由MTV纪录片发行。

## 梗慨
影片导演施佳妍是章莹颖在伊利诺伊大学厄巴纳-香槟分校的校友。章莹颖出事后，施佳妍加入寻找她的志愿者团队，负责翻译工作，期间与同校物理系大四学生孙仕凛商量着将事情过程拍成纪录片，由孙仕凛担任摄影。拍摄工作历时两年，期间施佳妍在芝加哥和香槟城两地往返，又前往章莹颖家乡福建南平采访，最终拍成了这部片。

## 发行
影片原定于2020年3月在西南偏南全球首映，相关活动后来受2019冠状病毒病疫情影响取消，改以线上模式举行。影片赢得评审团特别奖最佳纪录片奖。
首映礼之后于2020年8月27日转到米德尔伯里电影新人作品展（Middlebury New Filmmakers Festival）举行。2020年10月，MTV纪录片买下影片的美国发行权。影片于2020年11月11日在纽约纪录片节举行，2020年12月11日发行。

## 评价
影片获得影评人普遍好评。汇总媒体烂番茄收录25条评论，打出100%的新鲜度，平均得分7.8/10。网站共识写道：“《寻找莹颖》富有同情心地看待一起失踪人口案件，在高水平故事情节加持下，吐露出动人的真挚情感，引起观众共鸣。”